# Speedway 51
Speedway 51 est un circuit de course automobile ovale de 1/4 mille (402 m) situé à Groveton, New Hampshire aux États-Unis, à environ une heure de la frontière canadienne. Jusqu'à la conclusion de la saison 2014, il était connu sous le nom de Riverside Speedway et devait son nom au fleuve Connecticut qui la borde et l'inonde parfois à la fonte des neiges au printemps.
La piste est en opération depuis 1964. À ne pas confondre avec le Riverside International Speedway au Nouveau-Brunswick ou le Circuit Riverside Speedway Ste-Croix au Québec.

## VainqueurACT Pro Stock Tour
- 14 août 1994 Brad Leighton

## Vainqueurs ACT Tour
- 1er août 1993 Brian Hoar
- 30 mai 1994 Brent Dragon
- 17 septembre 1994 Brian Hoar
- 10 septembre 1995 Lance Ferno
- 3 août 1996 Joe Cilley
- 22 juillet 2000 Brian Hoar
- 11 août 2011 Jamie Fisher
- 10 août 2002 Joey Laquerre
- 9 août 2003 Jean-Paul Cyr
- 10 juillet 2004 Dave Pembroke
- 23 juin 2013 Joey Polewarczyk, Jr.
- 7 juin 2014 Kyle Welch
- 30 mai 2015 Wayne Helliwell, Jr.

## VainqueursPASS North
- 7 août 2004 Johnny Clark
- 4 juin 2005 Johnny Clark
- 6 août 2005 Rick Martin
- 22 juillet 2007 Mike Rowe
- 28 juillet 2007 Kelly Moore
- 26 juillet 2008 Johnny Clark
- 25 juillet 2009 Cassius Clark
- 31 juillet 2010 Trevor Sanborn

## VainqueurGranite State Pro Stock Series
- 7 septembre 2013 Wayne Helliwell, Jr.